# Veronike Hinsberg
Veronike Hinsberg (geb. 1968 in Karlsruhe) ist eine deutsche bildende Künstlerin und Bildhauerin.

## Leben
Veronike Hinsberg absolvierte eine Berufsbildung zur Damenschneiderin in Singen am Hohentwiel. Im Anschluss folgte von 1993 bis 2000 ein Studium der Freien Kunst/Bildhauerei an der Kunsthochschule Berlin-Weißensee bei  Baldur Schönfelder und Inge Mahn. Sie schloss ihr Studium als Meisterschülerin ab. 2006 ist sie Gründungsmitglied des  damensalons. 2012–14 hatte sie eine Gastprofessur für Grundlagen der Gestaltung an der BTU Cottbus/Fakultät für Architektur und Städteplanung inne. Ihre Schwester ist die Künstlerin Katharina Hinsberg. Veronike Hinsberg lebt in Berlin.

## Werk

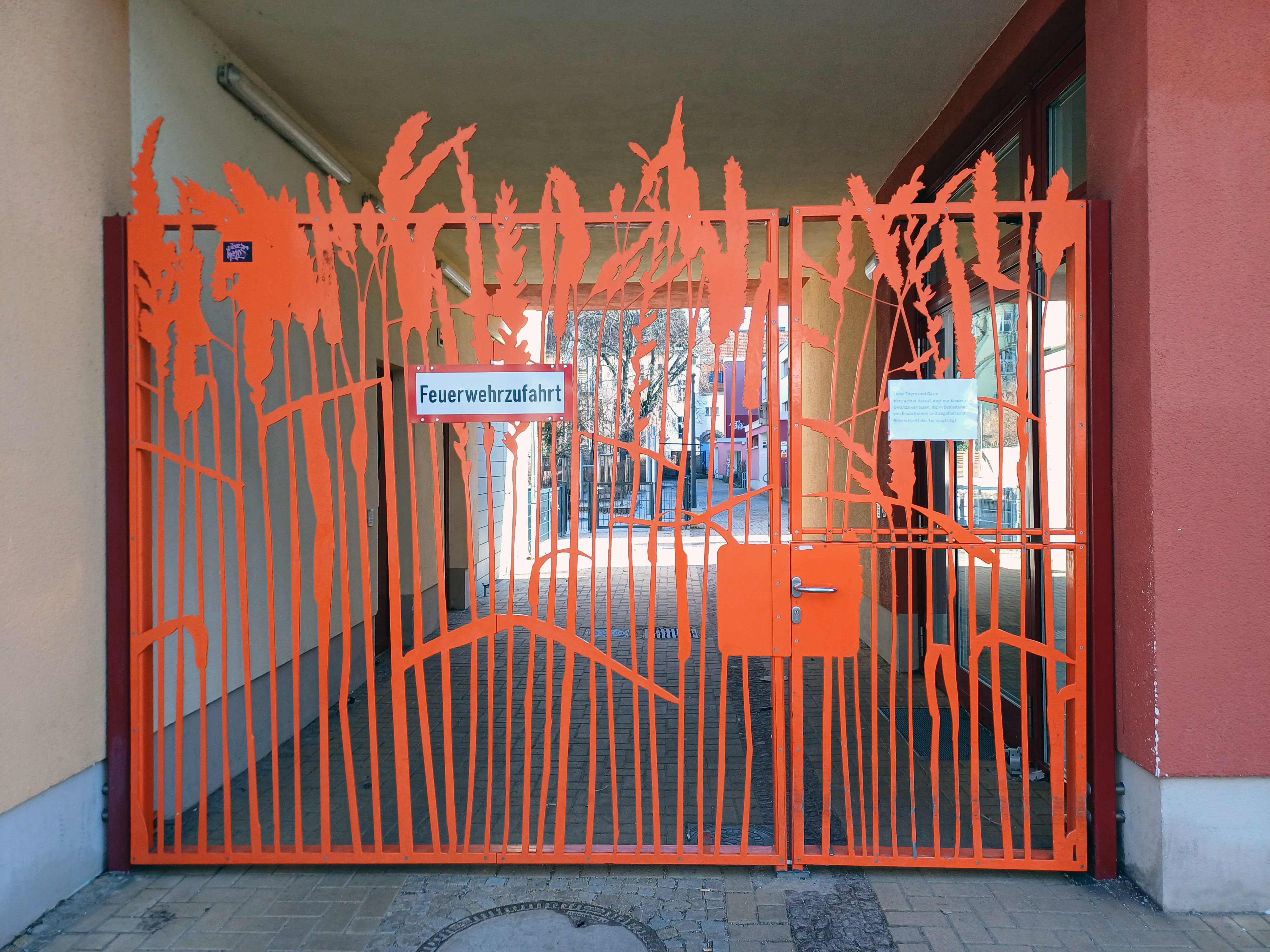
Skulptur in Berlin-Prenzlauer Berg

Veronike Hinsberg bezieht sich in ihrer künstlerischen Arbeit auf den zwei- und dreidimensionalen Raum. Konkrete Räume werden von ihr fotografisch und zeichnerisch untersucht und Formen für ihre Installationen und plastischen Arbeiten anhand von Modellreihen aus dem Material heraus entwickelt. Seit 2012 ist sie hauptsächlich mit den Feldern Kunst am Bau und Kunst im öffentlichen Raum befasst.
Ihre Werke im öffentlichen Raum schließen die künstlerische Gestaltung der Tor-Anlagen der Europäische Schule München und des Europäischen Kindergartens München (2017) sowie der Kindertagesstätte Pappelallee, Berlin (2015) ein. Ebenso hat sie im Innenhof eines Laborgebäudes der Universität Greifswald (2014), auf dem Campus der HTW Oberschöneweide (Leitung und Linie, 2015), Berlin (in Zusammenarbeit mit Olf Kreisel) und im Außenraum der Staatlichen Ballettschule Berlin (2012) Werke realisiert.
Veronike Hinsberg hat an  Ausstellungen im In- und Ausland teilgenommen und erhielt öffentliche Förderungen und Stipendien (u. a. Stiftung Kunstfonds, Nafög-Stipendium des Berliner Senats für Kultur,  Studio Center, HAP-Grieshaber-Stipendium).